# Алексєєва Любов Антонівна
Любо́в Анто́нівна Алексє́єва (8 серпня 1925, Київ — 2022) — українська вчена-хімік, доктор хімічних наук, професор.

## Життєпис
Народилася в Києві. У 1941 р. закінчила київську середню школу № 115. Після закінчення хімічного факультету Одеського державного університету ім. І. І. Мечникова у 1952 році до 1954 рр. працювала асистенткою кафедри аналітичної хімії Одеського технологічного інституту борошномельної промисловості, після чого вступила до аспірантури на кафедру органічної хімії Одеського технологічного інституту харчової та холодильної промисловості. У 1959 році здобула науковий ступінь кандидата хімічних наук зі спеціальності «Органічна хімія», захистивши дисертацію в Одеському державному університеті ім. І. І. Мечникова. Тема дисертації «Роданування олеїнової та елаїдинової кислот і їх ефірів».
З 1957 по 1961 рр. працювала асистентом кафедри органічної хімії Одеського технологічного інституту харчової та холодильної промисловості. Від 1959 — за сумісництвом заступник декана хіміко-технологічного факультету, від 1961 — старший науковий співробітник інституту хлору Київської філії організації п/с 754.
З 1962 року почала працювати в Одеському політехнічному інституті спочатку асистентом, потім доцентом, з 1976 року — професором. У 1966–86 роках — завідувачка кафедри технології основного органічного синтезу та органічної хімії, від 1986 — професор цієї кафедри. Від 1972 до 1984 рр. працювала деканом хіміко-технологічного факультету Одеської політехніки.
У 1975 році здобула науковий ступінь доктора хімічних наук, захистивши дисертацію в Одеському державному університеті ім. І. І. Мечникова. Тема дисертації «Фторування карбонільних сполук і оксиданів чотирифтористою сіркою».

## Наукова, педагогічна та громадська робота
Основним напрямом наукової діяльності є хімія фтороорганічних сполук. Досліджувала закономірності фторування для практичного використання чотирифтористої сірки та інших нових фторувальних систем, в результаті чого були проведені роботи з практичного застосування чотирифтористої сірки та інших нових фторуючих систем для синтезу важливих для народного господарства речовин та прискорений розвиток фундаментальних теоретичних і прикладних досліджень з хімії фторорганічних сполук.
Любов Алексєєва заснувала власну наукову школу, що вивчає фторування органічних сполук чотирифтористою сіркою та складних фторуючих систем, у яких ця сполука є основним компонентом.
За результатами цих робіт захищено 3 докторські та 16 кандидатських дисертацій.
Авторка 186 наукових робіт, 3 монографій. Отримала 21 авторське свідоцтво й патент, багато з яких не підлягають публікації.
Підготувала низку учнів, багато з яких самі зробили значний внесок у розвиток фторорганічної хімії. Серед них — Анатолій Бурмаков та Борис Куншенко — завідувач кафедри органічних і фармацевтичних технологій Національного університету «Одеська політехніка».
12 її учнів працюють викладачами, доцентами Одеської політехніки, а також в інших вишах Одеси та за кордоном.
Протягом багатьох років Л. А. Алексеєва була членом спеціалізованих рад із захисту докторських дисертацій при Фізико-хімічному інституті ім. A. B. Богатського НАН України та Інституті органічної хімії НАН України, а також членом експертної ради Вищої атестаційної комісії України.
Член редакційної колегії наукового і науково-виробничого збірника «Праці Одеського національного політехнічного університету».

## Наукові праці, монографії
- Новые фторирующие реагенты в органическом синтезе / соавт. : А. И. Бурмаков, Б. В. Куншенко, Л. М. Ягупольский. — Новосибирск: Наука, 1987. — 256 с.
- Реакции и методы исследований органических соединений / соавт. : Л. М. Ягупольский, А. И. Бурмаков. — М. : Химия, 1971. — 250 с.
- Фторирование органических соединений четырехфтористой серой. Москва, 1971 (співавтор);
- Фторирование ароматических кислот SF4 в растворе HF и бензоле // УХЖ. 1983. Т. 49 (співавтор);
- New Fluorinating Agents in Organic Synthesis. Bohum, 1991;
- Взаимодействие фторолефинов с системой SF4—HF—S2Cl2 // Тр. Одес. политех. университета. 1999. Вып. 1 (7).

## Нагороди
- Орден Дружби народів
- Медаль «За відмінні успіхи в роботі»